# Султан-Хан, Мир Малих
Мир Малих Султан-Хан (англ. Mir Sultan Khan; 13 марта 1905, дер. Митха Тивана, Пенджаб, Британская Индия — 25 апреля 1966, Саргодха, Пакистан) —
индопакистанский и английский шахматист, сильнейший в Британской Индии (далее — Индия) и Англии в конце 1920-х — начале 1930-х годов, почётный гроссмейстер (2024). Чемпион Индии (1928) и Англии (1929, 1932, 1933); в чемпионате Англии (1931) — 2—3-е места. В составе команды Англии (1-я доска) участник Олимпиад (1930—1933).

## Биография
Султан-Хан родился в 1905 году на севере Индии в деревне Митха Тивана недалеко от Саргодхи. Он был поздним ребёнком в многодетной индийской семье, по варне — кшатрий.
В девять лет познакомился с индийской разновидностью шахмат (в Индии в те годы ещё играли по правилам шатранджа) и уже через три года под руководством отца достиг в них значительных успехов. Через некоторое время стал играть в шахматы профессионально и в 21 год считался лучшим игроком в провинции. В то время на него обратил внимание полковник Умар Хайят Хан — богатый шахматный меценат, впоследствии адъютант английского короля Георга V. Он взял его к себе в дом и познакомил с европейскими правилами шахмат. Через два года Султан-Хан дебютировал на Всеиндийском чемпионате в Дели (1928), проходившем с участием чемпионов Индии: Н. Джоши, Ф. Кадилкара и М. Мехендейла, где с отрывом в 2½ очка занял 1-е место (8½ из 9).
Весной 1929 года Султан-Хан, входивший в число сопровождавших полковника, отправился в Лондон. Там Умар Хайят Хан, используя свои связи, добился, чтобы Султан-Хана приняли в члены Британского шахматного клуба. Юноше стала покровительствовать многократная чемпионка Англии и распорядитель клуба Эдит Прайс (1872—1956). Благодаря её содействию Султан-Хан начал заниматься у английского мастера Уильяма Уинтера. Уинтер пытался помочь Султан-Хану, которому не хватало теоретических знаний и турнирного опыта.
После успеха на чемпионате Англии Султан-Хан приобрёл европейскую известность, чему способствовала и его экзотическая внешность, в частности ношение чалмы.
В ноябре 1929 года он вернулся вместе с полковником в Индию и вновь появился в Англии в мае 1930 года.
Его выступления на международных турнирах проходили с триумфом. Зная лишь правила игры и не владея теорией шахмат, Султан-Хан достиг за пять лет репутации выдающегося шахматиста мира.
Он появлялся в турнирных залах в чалме, в течение многих часов, не вставая с места, невозмутимо сидел за доской и хладнокровно побеждал в матчах и турнирах своих соперников — прославленных шахматистов, таких как Хосе Рауль Капабланка, Савелий Тартаковер, Осип Бернштейн, Акиба Рубинштейн, Сало Флор, и многих других мастеров того времени.
Султан-Хан трижды становился чемпионом Англии (1929, 1932, 1933) и играл на 1-й доске за Англию на «Турнирах наций» (1930, 1931 и 1933).
Он успешно выступил на турнирах в Скарборо (1930, 4—5-е места), Льеже (1930, 2-е место), Гастингсе (1931/1932, 3-е место), Лондоне (1932, 3—4-е места), Берне (1932, 4-е место), Гастингсе (1932/1933, 3—4-е места), Кембридже (1932, 1-е место). В 1931 году выиграл матч у Савелия Тартаковера (+4, -3, =5).
В конце 1933 года полковник Умар Хайят Хан вместе с Султан-Ханом возвратился в Индию. О дальнейшей судьбе выдающегося шахматиста мало что известно. В 1935 году он играл матч с победителем Всеиндийского турнира — Кадилкаром. Матч закончился со счётом 9½ : ½ в пользу Султан-Хана — и на этом его короткая шахматная карьера завершилась. По завещанию Умар Хайят Хана он получил немного денег и участок земли. В 1966 году Султан Хан скончался от последствий перенесённого туберкулёза.
2 февраля 2024 ФИДЕ присудила Султан-Хану звание почётного гроссмейстера.

## Стиль и особенности игры
Для игры Султан-Хана характерны целеустремлённость в атаке, упорство в защите трудных позиций, глубокое понимание эндшпиля. Султан-Хан плохо говорил по-английски и для общения на турнирах ему иногда требовался переводчик. Шахматист был неграмотен: не умел писать и читать, поэтому был довольно слабо знаком с дебютной теорией. Капабланка высоко ценил его природный талант.

## Результаты
Турнирные и матчевые результаты
| Год       | Город     | Турнир                     | +  | − | = | Результат | Место |
| --------- | --------- | -------------------------- | -- | - | - | --------- | ----- |
| 1929      | Лондон    | Турнир четырёх             | 1  | 4 | 1 | 1½ из 6   | 3—4   |
|           | Рамсгит   | Чемпионат Великобритании   | 6  | 1 | 4 | 8 из 11   | 1     |
| 1930      | Скарборо  | Международный турнир       | 6  | 4 | 1 | 6½ из 11  | 4—5   |
|           | Гамбург   | 3-я олимпиада              | 9  | 4 | 4 | 11 из 17  |       |
|           | Льеж      | Международный турнир       | 6  | 4 | 1 | 6½ из 11  | 2     |
| 1930/1931 | Гастингс  | Международный турнир       | 5  | 2 | 2 | 6 из 9    | 3     |
| 1931      | Земмеринг | Матч против С. Тартаковера | 4  | 3 | 5 | 6½ из 12  |       |
|           | Прага     | 4-я олимпиада              | 8  | 2 | 7 | 11½ из 17 |       |
|           | Вустер    | Чемпионат Великобритании   | 7  | 3 | 1 | 7½ из 11  | 2     |
| 1931/1932 | Гастингс  | Международный турнир       | 3  | 3 | 3 | 4½ из 9   | 4     |
| 1932      | Лондон    | Международный турнир       | 6  | 2 | 3 | 7½ из 11  | 3—4   |
|           | Лондон    | Матч против С. Флора       | 1  | 2 | 3 | 2½ из 6   |       |
|           | Кембридж  | Международный турнир       | 4  | 0 | 3 | 5½ из 7   | 1     |
|           | Берн      | Международный турнир       | 10 | 3 | 2 | 11 из 15  | 4     |
|           | Лондон    | Чемпионат Великобритании   | 7  | 2 | 3 | 8½ из 11  | 1     |
| 1932/1933 | Гастингс  | Международный турнир       | 5  | 3 | 1 | 5½ из 9   | 3—4   |
| 1933      | Фолкстон  | 5-я олимпиада              | 4  | 4 | 6 | 7 из 14   |       |
|           | Гастингс  | Чемпионат Великобритании   | 9  | 1 | 1 | 9½ из 11  | 1     |

Результаты личных встреч с гроссмейстерами
- Σ — количество партий
- + — количество побед над Султан-Ханом

| Противник           | Σ  | + | − | = |
| ------------------- | -- | - | - | - |
| Алехин, Александр   | 4  | 3 | 0 | 1 |
| Бернштейн, Осип     | 1  | 0 | 1 | 0 |
| Боголюбов, Ефим     | 2  | 1 | 0 | 1 |
| Видмар, Милан       | 1  | 1 | 0 | 0 |
| Грюнфельд, Эрнст    | 1  | 0 | 0 | 1 |
| Капабланка, Хосе    | 1  | 0 | 1 | 0 |
| Мароци, Геза        | 2  | 2 | 0 | 0 |
| Маршалл, Фрэнк      | 1  | 0 | 1 | 0 |
| Нимцович, Арон      | 1  | 1 | 0 | 0 |
| Рубинштейн, Акиба   | 4  | 2 | 1 | 1 |
| Тартаковер, Савелий | 14 | 4 | 5 | 5 |
| Флор, Саломон       | 11 | 4 | 2 | 5 |
| Штальберг, Гидеон   | 2  | 1 | 0 | 1 |
| Эйве, Макс          | 3  | 1 | 0 | 2 |